# Fabio Carpi
Fabio Carpi (Milà, 19 de gener de 1925 - París, 26 de desembre de 2018) va ser un guionista, escriptor, director i crític de cinema italià.

## Biografia
Carpi va començar la seva carrera als anys quaranta com a crític de cinema als diaris Libera Stampa i L'Unità. L'any 1951 es va traslladar al Brasil, on va començar a treballar com a guionista, un activitat que va continuar fins i tot després del seu retorn a Itàlia el 1954, i que el va portar a col·laborar amb directors com Antonio Pietrangeli, Dino Risi i Vittorio De Seta. El 1971 va guanyar un Nastro d'argento al millor guió per la pel·lícula de Nelo Risi Diario di una schizofrenica. Després d'un debut darrere de la càmera el 1968 per a un breu documental de televisió, el seu debut oficial com a director es va produir el 1972 amb la pel·lícula dramàtica Corpo d'amore.
Als anys 70 va ser un dels entrevistadors del programa de ràdio Le interviste impossibili.
També va ser assagista i va provar la ficció. La seva novel·la Patchwork va guanyar el Premi Bagutta el 1998.
Va morir a finals de 2018 a París.

## Filmografia

### Guionista
- Uma Pulga na Balança, dirigida per Luciano Salce (1953)
- Floradas na serra, dirigida per Luciano Salce (1954)
- Les bruixes, episodi "Una vesprada com una altra", dirigida per Vittorio De Sica (1967)
- Vedo nudo, dirigida per Dino Risi (1969)
- Un'estate, un inverno, dirigida per Mario Caiano (1971)

### Director
- Corpo d'amore (1972)
- L'età della pace (1974)
- Quartetto Basileus (1983)
- Barbablù, Barbablù (1987)
- L'amore necessario (1991)
- La prossima volta il fuoco (1994)
- Nel profondo paese straniero (1997)
- Nobel (2001)
- Le intermittenze del cuore (2003)

### Televisió i documentals
- Zavattini, parliamo tanto di me (documental dedicat a Cesare Zavattini, 1966)
- Les ambicions equivocades (versió televisiva del conte d’Alberto Moravia, 1983)
- I cani di Gerusalemme (telefilm, 1984)
- Musatti, matematico veneziano (documental dedicat al psicoanalista Cesare Musatti, 1986)

## Publicacions
- Astarte (1944)
- Ancora annota Europa (1944)
- Libera scelta (1957 Mantovani)
- Le vacche svizzere (1957 Carucci)
- Dove sono i cannibali (1958 Lerici)
- Cinema italiano del dopoguerra (1958 Schwarz)
- Michelangelo Antonioni (1962 Guanda)
- I luoghi abbandonati (1962 Mondadori, 2013 editori internazionali riuniti)
- Relazioni umane (1964 Mondadori)
- La digestione artificiale (1967 Mondadori)
- Il circo di Pechino (1977 Cooperativa scrittori)
- Mabuse (1982 Bompiani)
- I cani di Gerusalemme (1984 Feltrinelli, 2021 Kappalab, amb Luigi Malerba)
- L'animale malato (1986 Carucci)
- Nevermore (1995 Baldini & Castoldi)
- Patchwork (1998 Bollati Boringhieri, guanyador del premi Bagutta)
- Bonaparte (2006 Portaparole)
- L'ultima tappa del giro di Francia (2008 Aragno)
- Come sono andate le cose (2006 Aragno)
- Pulce secca (2009 Greco & Greco)
- Come ho fatto i miei film. diari. primo volume (2011 Portaparole)
- Il grande ballo della letteratura (2013 editori internazionali riuniti)
- Il cinema secondo me (2013 editori internazionali riuniti)
- Una voce superflua nel coro (2014 editori internazionali riuniti)